# Viaducto de Lurín
El viaducto de Lurin es un puente que será construido en Perú entre 2025 y 2028. Será el puente atirantado más alto del país y cruzará el valle del Lurin, en el distrito de Cieneguilla, región Lima. La estructura, de unos 3 km de longitud, soportará un tramo de la nueva autopista central (PE-22) de 185 km, permitiendo la unión entre Lima, capital del Perú, con la sierra central.

## Historia
Los estudios de ingeniería comenzaron en 2023 y se prevé que la construcción iniciará en el segundo semestre de 2025.

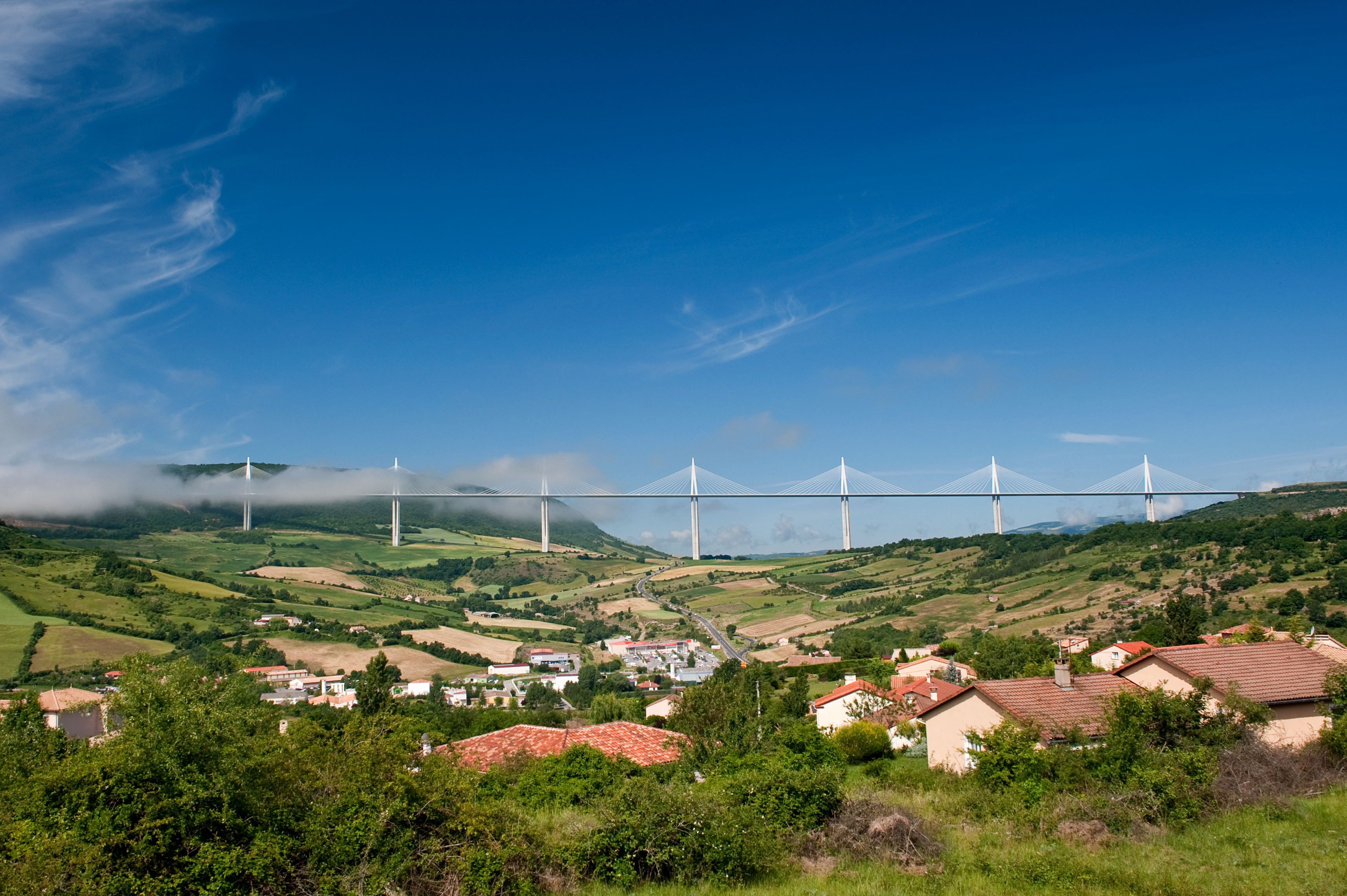
El viaducto tendrá un diseño similar al viaducto de Millau, localizado en Francia.